# 林豐德
林豐德，臺灣十大槍擊要犯之一，因杀人未遂等罪获刑20年。2012年假释期间，在屏东东港镇造成3死3伤的车祸后逃逸，并试图找人顶罪，被判7年徒刑。